# (20665) 1999 UQ8
(20665) 1999 UQ8 est un astéroïde de la ceinture principale d'astéroïdes découvert en 1999.

## Description
(20665) 1999 UQ8 a été découvert le 29 octobre 1999 à la Station Catalina, un observatoire astronomique situé dans les Monts Santa Catalina à environ 29 kilomètres au nord-est de Tucson dans l'Arizona, par le projet Catalina Sky Survey.

### Caractéristiques orbitales
L'orbite de cet astéroïde est caractérisée par un demi-grand axe de 3,14 UA, un périhélie de 2,95 UA, une excentricité de 0,06 et une inclinaison de 7,48° par rapport à l'écliptique. Du fait de ces caractéristiques, à savoir un demi-grand axe compris entre 2 et 3,2 UA et un périhélie supérieur à 1,666 UA, il est classé, selon la JPL Small-Body Database, comme objet de la ceinture principale d'astéroïdes.

### Caractéristiques physiques
(20665) 1999 UQ8 a une magnitude absolue (H) de 13,4 et un albédo estimé à 0,077.